# Podolsk
Podolsk (rusko Подо́льск) je industrijsko mesto v Rusiji; je upravno središče istoimenskega rajona, ki leži v Moskovski oblasti. Po popisu iz leta 2002 ima 180.963 prebivalcev. 

## Pobratena mesta
Podolsk je pobraten z naslednjimi mesti:
- Amstetten, Avstrija
- Bălţi, Moldavija
- Bar, Črna gora
- Borisov, Belorusija
- Črnovice, Ukrajina
- Henan, Ljudska republika Kitajska
- Kavarna, Bolgarija
- Kladno, Češka
- Ohrid, Makedonija
- Saint-Ouen, Francija
- Šumen, Bolgarija
- Suhumi, Gruzija[4]
- Trier-Land, Nemčija
- Vanadzor, Armenija
- Warmińsko-mazurskie, Poljska

V načrtu je pobratenje z naslednjimi mesti:
- Beni-Mellal, Maroko
- Koper, Slovenija
- Petrozavodsk, Rusija